# Rojdestvenske, Drabiv
Rojdestvenske (în ucraineană Рождественське) este o comună în raionul Drabiv, regiunea Cerkasî, Ucraina, formată numai din satul de reședință.

## Demografie
Componența lingvistică a comunei Rojdestvenske
     Ucraineană (97,69%)
     Rusă (2,31%)
Conform recensământului din 2001, majoritatea populației comunei Rojdestvenske era vorbitoare de ucraineană (97,69%), existând în minoritate și vorbitori de rusă (2,31%).